# Métropole du Magne
La Métropole du Magne (en grec byzantin : Ιερά Μητρόπολις Μάνης) est un évêché de l'Église orthodoxe de Grèce. Elle a son siège à Gýthio. Elle est la seule institution qui rassemble les deux parties de la région historique et culturelle du Magne que la géographie administrative a pris l'habitude de séparer en Magne-Oriental et Magne-Occidental.

## La cathédrale
- C'est l'église Saint-Georges de Gýthio.

## Les métropolites
- Chrysostome (el) (né Christos Papathanasiou à Athènes en 1950) depuis 2018.
- Chrysostome II (né Dimitrios Korakitis à Athènes en 1933) de 1996 à 2017.
- Sotirios (né Kitsos au village de Katsipali de Filiatrès en Épire en 1920) de 1965 à 1996.

## L'histoire
En 2010, la Métropole de Gýthion, Itylon, Zarnata et de tout le Magne (en grec ecclésiastique et en énoncé développé : Ιερά Μητρόπολις Γυθείου, Οιτύλου, Ζαρνάτας και πάσης Μάνης) change de nom et devient la Métropole du Magne.

## Le territoire
La métropole étend son ressort sur une partie de chacun des deux districts régionaux
- de Messénie (municipalité nouvelle du Magne-Extérieur : Avia et Leukros, et une partie de la municipalité de Kalamata)
- et de Laconie (les anciennes éparchies de Gýthio et Itylo).

Elle compte 114 paroisses réparties comme suit :

### Doyenné de Gýthio
21 paroisses.

### Doyenné d'Avia
15 paroisses.

### Doyenné de Kardamyli

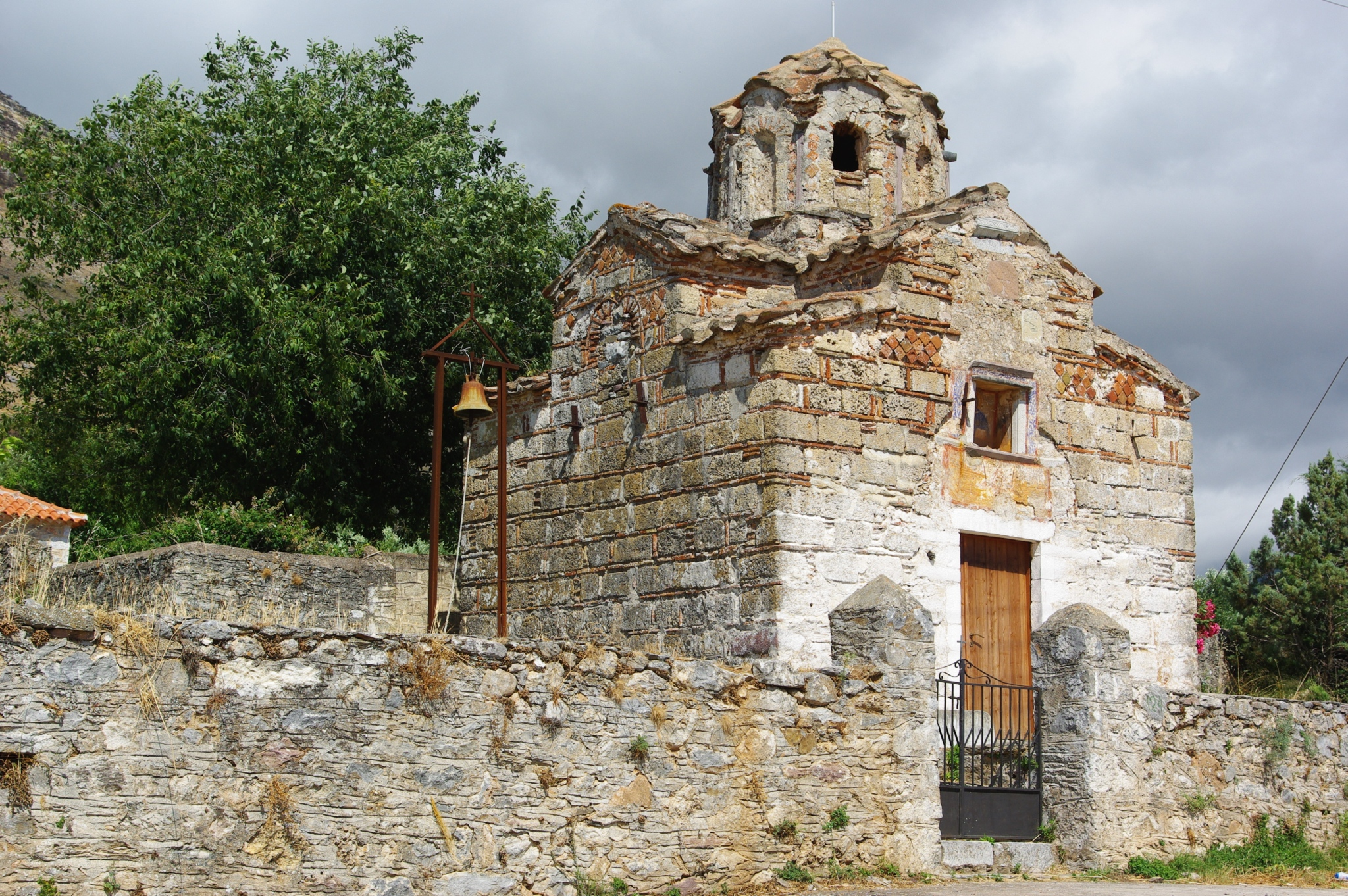
Église byzantine de la Transfiguration du Sauveur à Nomitsi (Doyenné de Leukros).

11 paroisses.

### Doyenné de Leukros (Niochorio)
21 paroisses.

### Doyenné du Magne intérieur et d'Itylon
25 paroisses.

### Doyenné de Malevrio (Karvélas)
10 paroisses.

### Doyenné de Mélitini (Agios Nikolaos)
11 paroisses.

## Les monastères

### Monastère d'hommes
- Monastère de la Nativité de la Mère de Dieu ou "Panagia Médecin", fondé en 1978.

### Monastère de femmes
- Monastère de la Dormition de la Mère de Dieu "Phanéroméni", fondé en 1978.
- Monastère de la Dormition de la Mère de Dieu "Androubévitsi", fondé en 1978.

## Les solennités locales
- La fête de l'Hypapante le 2 février.

## Les sources
- (el) Le site de la métropole : http://www.im-manis.gr/
- Diptyques de l'Église de Grèce, éditions Diaconie apostolique, Athènes (édition annuelle).